# Polnische Spezialkräfte
Die polnischen Spezialkräfte (polnisch Wojska Specjalne) sind eine Teilstreitkraft der Polnischen Streitkräfte.

## Geschichte
Die polnischen Spezialkräfte wurden im Jahre 2007 als vierte eigenständige Teilstreitkraft aufgestellt. Diese Teilstreitkraft ist u. a. mit den United States Army Special Forces, dem Commando Hubert oder dem Kommando Spezialkräfte der Bundeswehr vergleichbar und ist wie folgt gegliedert:
- Dowództwo Wojsk Specjalnych (de: Spezialkräfte-Führungskommando) in Kraków

- 7 Eskadra Działań Specjalnych (de: 7. Staffel Spezielle Aktionen) in Powidz (nur Operationsführung, Teil der polnischen Luftstreitkräfte)
- Jednostka Wojskowa Agat (de: Einheit Agat) in Gliwice
- Jednostka Wojskowa Formoza (de: Einheit Formoza) in Gdynia
- Jednostka Wojskowa Grom (de: Einheit GROM) HQ in Warszawa und Gdańsk
- Jednostka Wojskowa Komandosów (de: Einheit Komandosów) in Lubliniec
- Jednostka Wojskowa Nil (de: Einheit Nil) in Kraków

## Befehlshaber der Polnischen Spezialkräfte
| Nr. | Dienstgrad, Name                    | Dienstzeit                       | Bemerkung                                        |
| --- | ----------------------------------- | -------------------------------- | ------------------------------------------------ |
| 5   |                                     |                                  |                                                  |
| 4   | Brigadegeneral Piotr Patalong       | seit 15. August 2010             |                                                  |
| 3   | Brigadegeneral Marek Jerzy Olbrycht | 10. April 2010 – 15. August 2010 |                                                  |
| 2   | DivGen Włodzimierz Potasiński       | 15. August 2007 – 10. April 2010 | † Flugunfall von Smolensk 2010 am 10. April 2010 |
| 1   | DivGen Edward Gruszka               | 1. Januar 2007 – 15. August 2007 |                                                  |

## Bewaffnung
- Glock 17
- Glock 45 MOS[1]
- HK USP auch SD
- HK MP5
- PM-98 Glauberyt
- HK416
- kbk Beryl
- PKM
- FN Minimi (5.56, 7.62)
- AWM .338 LM, 7.62
- M2
- M107
- AG-HK416 (AG-C/EGLM)
- HK GMW
- FFV Carl Gustaf